# Neoceratodus forsteri
Espèce
Statut CITES
Le dipneuste d'Australie (Neoceratodus forsteri) est également connu sous le nom de saumon du Burnett ou  Barramunda. Ce seul représentant de la famille des Neoceratodontidae et du genre Neoceratodus est à la fois le plus rare des dipneustes actuels et celui qui présente le plus de ressemblances morphologiques avec les espèces fossiles de Dipnoi. Il possède également un des génomes animal le plus long connu avec 43 milliards de paires de bases (soit quinze fois la taille du génome humain), devancé en la matière par un autre poisson pulmoné, le dipneuste sud-américain (Lepidosiren paradoxa), qui lui possède 91 milliards de paires de bases (soit trente fois la taille du génome humain).

## Répartition
On le trouve principalement dans les fleuves Burnett River et Mary River au Queensland, où il est protégé, mais des tentatives ont été déployées pour l'acclimater ailleurs.
L'espèce est menacée à cause de la construction et des projets de barrages sur les rivières du Queensland.

## Description
De grandes écailles recouvrent le corps, les nageoires associées par paire ont toujours leur base de chair en forme de lobe, mais les nageoires dorsales et anales forment une seule membrane continue autour de l'extrémité postérieure du corps. Dans les eaux très oxygénées, cette espèce pratique la respiration branchiale. Le poumon unique, située au-dessus de l'œsophage, est relié latéralement à celui-ci par un tube. Par sa position et sa forme, ce poumon ressemble plutôt à une vessie natatoire, avec cette différence que la paroi du poumon est constituée d'un tissu absorbant. Cette espèce atteint normalement une longueur de 90 cm, mais on a noté des spécimens deux fois plus longs. À la différence des autres dipneustes, il supporte moins bien le manque d'oxygène et est incapable d'estiver dans un cocon de boue pour résister à la sécheresse, comme le peuvent par exemple les dipneustes africains.